# At Versaris
At Versaris va ser una banda formada per Pau Llonch (excomponent de Batzak), Rodrigo Laviña (excomponent de Pirat's Sound Sistema) i Joan Riera «DJ Singular». Van ser pioners en el rap en català per la difusió i el reconeixement que van rebre. Les lletres del grup tracten un gran ventall de temes, entre les quals destaquen les que posen de manifest la seva militància anticapitalista.

## Història
El 2007 van llançar amb la discogràfica Propaganda pel fet!, Va amb nosaltres, un treball la sonoritat del qual ha estat criticada pels membres del grup, però que destaca per una gran qualitat lírica i per l'eclecticisme de les produccions musicals, la majoria de les quals assumides per Pau Llonch i el DJ de la banda en aquells moments, DJ Bel. L'any 2008 van presentar La vida són 2 dies… Cedir-la o guanyar-la!, un maxi single que conté 4 temes com avanç d'un nou treball que veuria la llum el 2009.
Van participar en esdeveniments musicals com l'Hipnotik Festival de Barcelona, el Senglar Rock de Lleida, el Rebrot de l'organització independentista Maulets, el Mercat de Música Viva de Vic, el Festival Cruïlla de Cultures, on van compartir escenari amb Keny Arkana, o a la programació del Festival Grec de Barcelona. Van visitar també els Estats Units d'Amèrica, el País Basc, Roma, Marsella, Galícia, etc.
El 18 de juliol de 2009 van presentar A cada passa, el seu segon LP publicat també amb Propaganda pel fet!, amb el qual van obtenir el premi per votació popular a millor disc de 2009 de la modalitat de pop-rock per la revista Enderrock.
A partir de la primavera de 2010, At Versaris engegà, juntament amb la banda de jazz-rock Asstrio, la gira: «At Versaris i Asstrio, per principis elegants», gira que es va allargar fins al juny de 2011 per la immillorable rebuda de la crítica i del públic. Com a mostra, el Premi ARC a millor grup de l'any en la categoria jazz/blues que van obenir el 2010. D'aquesta gira en quedarà pel record el disc Per principis elegants, un directe gravat a la Sala Stroika de Manresa.
El 18 de gener de 2013 van presentar l'EP No Fear, disc que van proporcionar en descàrrega digital gratuïta a través del seu propi lloc web. Aquest EP va comptar amb la col·laboració de Wajeed (DJ i productora del grup Detroit Invincible), en la cançó que dona nom al treball, i el videoclip del qual correria per les xarxes socials sota l'etiqueta #CapPor. El títol del disc, segons paraules de Pau Llonch, és una al·lusió a la proposta política del grup «Que la por canviï de bàndol».
El 10 d'abril de 2013 es va publicar a Youtube un nou videoclip del grup. El videoclip va ser produït per Causa Venezuela, organització de suport a la Revolució Bolivariana. El 24 de setembre de 2013 el grup va anunciar que posava en descàrrega directa i gratuïta tota la seva discografia.

## Discografia[16]
| • Va amb nosaltres (2007) |
| --- |
| (Propaganda pel fet!) 1. Qui paga mana 2. Drets suspesos 3. Dos és un 4. Interludi - Paco Bustos el beat del plor 5. Quan tornis. Quan marxis 6. Rap antidepressiu 7. Veniu volant 8. Cançons que són tu 9. Interludi - George Galloway at beat del Bel 10. Els teus ulls a l'ombra 11. Decadència 12. Hem de millorar 13. Fotem el camp 14. Llum blanca 15. Temps 16. Tocats però no enfonsats |

| • La vida són 2 dies (2008)                                                        |
| ---------------------------------------------------------------------------------- |
| (Propaganda pel fet!) 1. La vida són 2 dies 2. Un dia de cel 3. No anirà 4. Unblus |

| • A cada passa (2009) |
| --- |
| 1. Els orfes d'occident 2. No apte 3. A cada passa 4. Volen 5. La il·lusió és el finikitu de les ganes 6. Itinerari solidari 7. La Mazorca en Barna 8. L'Alta Clika 9. Vudú particular 10. En combinació mortal 11. Necessitarem tot l'entusiasme 12. El meu paradís 13. Dos dies (Ilogike rmx) 14. Un trio de cel |

| • Per principis elegants (2011) |
| --- |
| (Propaganda pel Fet!) 1. La vida són 2 dies 2. Dos és un 3. Itinerari solidari 4. Hem de millorar 5. Necessitarem tot l'entusiasme 6. No apte 7. No és vendre 8. Els orfes d'occident 9. El meu paradís 10. Quan tornis. Quan marxis 11. Un trio de cel |

| • No Fear (2013)                                                                                               |
| --- |
| (Propaganda pel Fet!) 1. Intro 2. No fear 3. Una vida de luxe 4. Passat, present i futur 5. Proposta de mínims |